# Antoni Miró
Antoni Miró (Alcoi, 1 de setembre de 1944) és un pintor i escultor alcoià.

## Obra

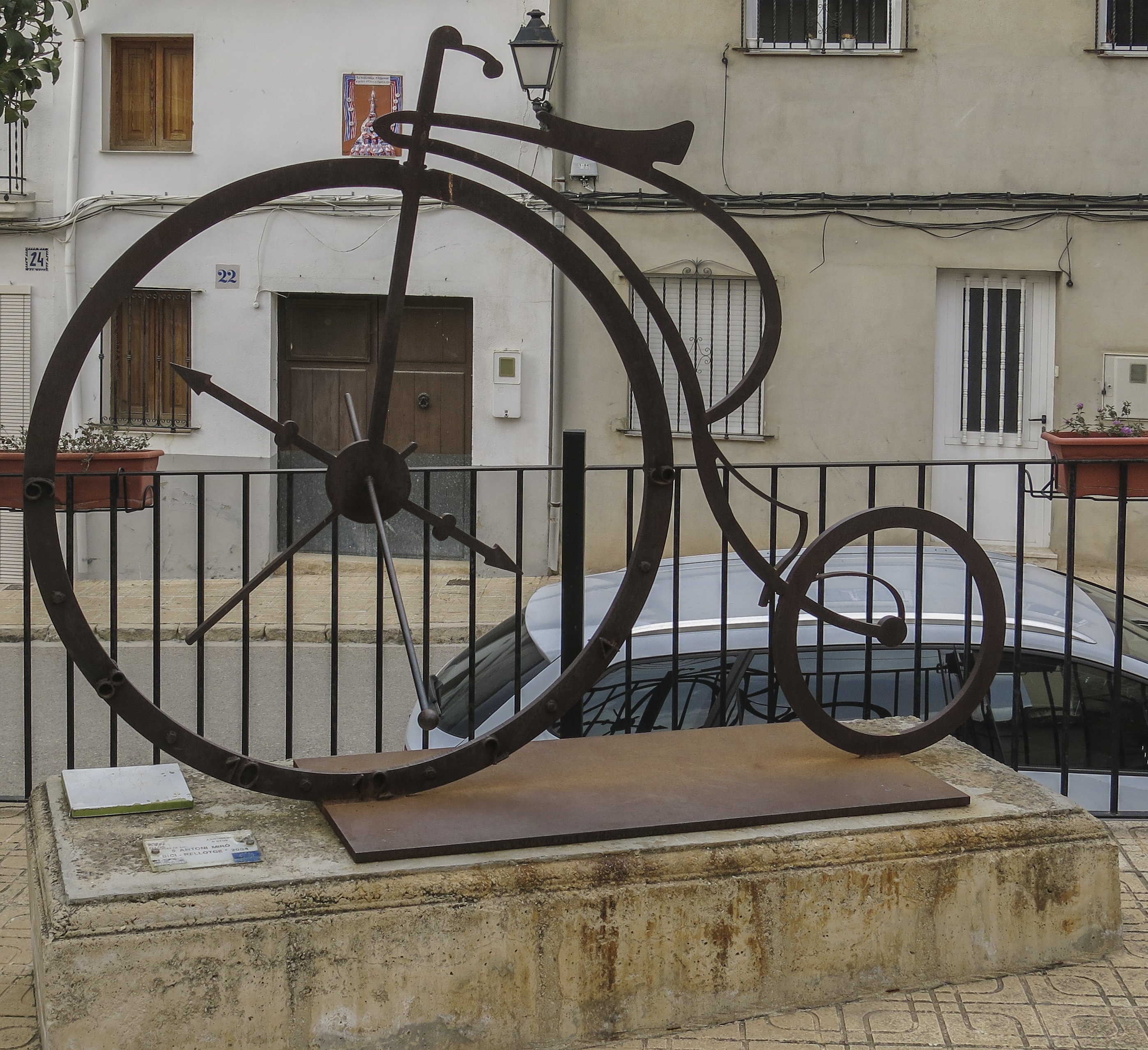
Participà en la Ruta dels rellotges de sol d'Otos

Antoni Miró viu i treballa al Mas Sopalmo. En gener de 1965 realitza la seua primera exposició individual i funda el Grup Alcoiart (1965-72) i el 1972 el Gruppo Denunzia a Brescia (Itàlia).
La seua obra, situada dins del realisme social, s'inicia en l'expressionisme figuratiu com una denúncia del sofriment humà. A finals dels anys seixanta, el seu interès pel tema social el condueix cap al neofigurativisme, amb un missatge ben evident de crítica i denúncia determinants. Inserit dins dels corrents internacionals de l'art pop i del realisme, el seu treball artístic referencia, com a punt de partida, les imatges propagandístiques de la societat industrial i també els codis lingüístics utilitzats pels mitjans de comunicació de masses.
Si la seua obra és un intens treball de conscienciació, no és menys cert que en el seu procés creatiu s'inclou un destacat grau de "conscienciació de la pintura", en què diverses experiències, tècniques, estratègies i recursos s'uneixen per constituir el seu particular llenguatge plàstic, que no s'esgota en ser un "mitjà" per a la comunicació ideològica, sinó que de comú acord es constitueix en registre d'una evident comunicació estètica. La crítica, i l'anàlisi profunda del seu temps esdevenen eines poderoses dins l'àmbit conceptual, també. però, ressort primordial per a la generació artística conseqüent.
Les diferents èpoques o sèries de la seua obra (la labor creativa i de comunicació de l'artista presenta una ampla extensió pictòrica per a fornir l'endins conceptual, tot matisant diferents aspectes de la realitat abordats al seu univers plàstic), s'hi conformen a "Les nues" (1964); "La fam" (1966); "Els bojos" (1967); "Experimentacions i Vietnam"(1968); "L'home" (1970); "Amèrica negra" (1972), "L'home avui" (1973), "El dòlar" (1973-80), "Pinteu pintura" (1980-90), "Vivace" des de (1991-2001), "Sene Tìtol" (2001-2012); "Personatges" (2012-2016); "Mani-Festa" (2012-2018); "Costeres i Ponts" (2015-2016); "Suite Havana" (2015-2017); i "Nus i Nues" (2015-2021); rebutgen tota mena d'opressió i clamen per la llibertat i per la solidaritat humana. Una de les característiques fonamentals en l'obra de l'artista resta present a la presa de posicions a favor de la condició d'humanitat. Les persones, i el seu destí, viuen la necessitat de la cultura com una eina de rescat social i de recerca de nous horitzons, i açò, amb una tonalitat de crítica ironia, emergeix a la pintura d'Antoni Miró 
L'obra del pintor ha estat present en nombroses exposicions, tant individuals com col·lectives, arreu del món, així com també molts diversos països exhibeixen als seus museus col·leccions artístiques de l'artista. El 2007, es va instal·lar a Gandia l'escultura 25 d'abril de 1707 en record de la batalla d'Almansa.
El 2010-2011 al Museu de la Universitat d'Alacant es va realitzar una mostra antològica.
El 2012, l'IVAM li va dedicar una retrospectiva. El 2018, a L'espai Cultural La Base (La Marina de València), s'hi dugué a terme una gran exposició de l'autor, a El 2013, es va inaugurar una escultura seva d'Ovidi Montllor, amb qui havia compartit amistat, al nou passeig d'Ovidi Montllor (Alcoi).

## Reconeixements
El 1960, rep el primer premi de pintura de l'Ajuntament d'Alcoi. Són nombroses les exposicions dins i fora del país, així com els premis i mencions que se li han concedit. És membre de diverses acadèmies internacionals. L'any 2015 se li va atorgar la Medalla d'Honor de la Xarxa Vives d'Universitats i, darrerament, en Setembre de 2021 l'Ajuntament d'Alcoi atorgà al pintor Antoni Miró la Medalla d'Or d'Alcoi, així com el títol de Fill Predilecte de la Ciutat.
El 2023, va ser commemorat pel Govern de Catalunya amb la Creu de Sant Jordi.

## Galeria
- Entrevista amb Antoni Miró del 2017.